# Il crollo
Il crollo (Things Fall Apart, 1958) è un romanzo dello scrittore nigeriano Chinua Achebe. Viene generalmente considerato il più importante romanzo della letteratura africana. Tradotto in oltre 50 lingue, con più di 10 milioni di copie vendute in tutto il mondo, Il crollo rappresenta un fenomeno unico di successo internazionale di un'opera letteraria africana. È adottato come libro di testo in moltissime scuole africane.

## Descrizione
La fortuna del libro si deve a molti fattori, tutti in qualche modo legati alla portata epica ed epocale delle vicende narrate. Attraverso le vicissitudini del protagonista Okonkwo, eroe tragico, il romanzo descrive un'epoca di transizione fra due culture (quella tradizionale e quella occidentale imposta dalla colonizzazione) che ha segnato non solo la Nigeria ma l'intera Africa. Il titolo originale del romanzo, Things Fall Apart (letteralmente "le cose crollano") è tratto dalla poesia The Second Coming di W. B. Yeats. Nei suoi versi, Yeats si riferiva al crollo del Cristianesimo (che egli riteneva imminente): era infatti convinto che la storia avesse una struttura circolare, e che il ciclo del cristianesimo (il "vecchio mondo") fosse prossimo alla fine. Riprendendo questa frase, Achebe identificava invece col "vecchio mondo" la cultura del suo popolo (gli Igbo), frantumata dall'avanzare del "nuovo" sistema di valori religiosi e sociali portati dagli inglesi.
La lingua impiegata da Achebe riflette questa dicotomia culturale. L'onnisciente voce narrante si esprime in inglese, ma nell'opera si fa anche un largo uso di termini intraducibili tratti dalla lingua igbo (di cui l'edizione originale riportava un glossario). Particolarmente ricchi di espressioni igbo sono i dialoghi. Elementi tradizionali africani si ritrovano anche nel frequente ricorso a proverbi e metafore.
Il crollo è il primo di una trilogia di romanzi che comprende anche i successivi Ormai a disagio (No Longer at Ease, 1960) e La freccia di Dio (The Arrow of God, 1964), entrambi pubblicati anche in Italia. Gli altri due romanzi narrano le vicende di discendenti di Okonkwo nella realtà della Nigeria postcoloniale. Altre due opere di Achebe, Un uomo del popolo (A Man of the People, (1966) e I formicai della savana (Anthills of the Savannah, 1987), sono spesso considerati concettualmente prosecuzione della trilogia del Crollo, sebbene personaggi e ambientazione non siano in alcun modo correlati. Nel 1997 Biyi Bandele lo ha adattato per il teatro.
Nel 2002 è stato inserito nella lista de I 100 libri migliori di tutti i tempi compilata dalla Norwegian Book Club.

## Trama
Il romanzo si svolge nei primi decenni del XX secolo, periodo in cui gli Europei non si erano ancora stabiliti nella regione, e l'ambientazione complessiva corrisponde a quella in cui ha avuto luogo l'infanzia di Achebe. Okonkwo è un Igbo del villaggio immaginario di Umofia, situato nei pressi di Onitsha, sulla sponda orientale del fiume Niger, e gode di grande fama grazie alle sue abilità di lottatore. Costui trascorre gran parte della sua vita ad ottenere la rispettabilità sociale che suo padre, pigro e sfortunato, non gli ha garantito. Applicandosi con implacabile autodisciplina nel lavoro e nel rispetto delle tradizioni del suo clan, Okonkwo giunge infine ad acquisire uno status sociale di altissimo livello (al punto di essere fra i pochi a cui spetta il compito di indossare le maschere degli dei).
L'ascesa di Okonkwo ha bruscamente termine quando egli uccide fortuitamente Ikemafuna, un prigioniero politico e figlio di un altro membro del clan durante una cerimonia: il brutto è che Okonkwo lo aveva cresciuto come fosse un suo figlio per tre anni, ma in seguito gli anziani del villaggio ne hanno decretato la morte. Il più anziano del villaggio avverte Okonkwo di tenersi completamente fuori dall'uccisione, in modo da evitare l'ira degli dei come se avesse ucciso il proprio figlio, ma Okonkwo, non volendo apparire debole di fronte a tutti, rifiuta il consiglio e uccide il ragazzo. La conseguente ira degli dei porta la malasorte al nobile, il quale compie addirittura un omicidio accidentale, dopo il quale decide di costituirsi. Seguendo le leggi del suo popolo, Okonkwo accetta dunque di trascorrere un periodo di esilio di sette anni presso il villaggio di sua madre, dove viene accolto da uno zio e aiutato a costruire una nuova fattoria. Pur riuscendo a diventare un importante membro della società del villaggio materno, Okonkwo prepara intanto il suo ritorno a Umofia, poiché profondamente deciso a riacquistare il più velocemente possibile il prestigio perduto.
Quando Okonkwo torna al proprio villaggio, però, il mondo a cui attendeva impazientemente di tornare sta iniziando a scomparire. I missionari inglesi hanno infatti cominciato a predicare il Cristianesimo e criticare le usanze degli antenati, e parte della popolazione si è già convertita, tra cui anche uno dei figli di Okonkwo, Nwoye. Addolorato per questo disonore, Okonkwo rinnega il figlio e prende apertamente posizione contro la minaccia rappresentata dalla nuova cultura portata dai bianchi. L'influenza britannica si fa sempre più forte: ai missionari segue l'esercito, e alla religione la legge, e sale la tensione fra i cristiani e i nativi, tanto che uno dei cristiani osa infrangere uno dei tabù più importanti del villaggio togliendo la maschera a uno stregone-dio; felice di poter finalmente agire per ristabilire l'antico ordine delle cose, Okonkwo guida una rappresaglia che culmina nella distruzione della chiesa.
Tale atto scatena però la reazione del governatore britannico, che chiede ai capi del clan di incontrarlo per discutere della questione. L'invito risulta però essere una trappola e Okonkwo e gli altri anziani vengono catturati, torturati, umiliati e costretti a scendere a patti. Incapace di adattarsi alla nuova realtà imposta dagli inglesi, e di rinunciare al codice di comportamento a cui ha dedicato tutta la vita, dopo aver ucciso un soldato inglese, Okonkwo finisce per impiccarsi: questo non solo termina la sua vita alla stregua di un reietto, proprio come il padre, ma rappresenta anche una tragica violazione imperdonabile della legge degli antenati. Il culmine della sua tragedia si avrà quando i membri del villaggio si rifiuteranno di togliere il cadavere di Okonkwo dall'albero sul quale si è impiccato, per non commettere un sacrilegio, e il corpo dovrà essere rimosso dagli inglesi.

## Edizioni
- Chinua Achebe, Il crollo, traduzione di Silvana Antonioli, collana I Leoni, Edizioni e/o, 1976,  p. 280, ISBN 88-7641-524-6.

- Chinua Achebe, Le cose crollano, traduzione di Alberto Pezzotta, Oceani, La nave di Teseo, 13 ottobre 2016,  p. 202, ISBN 978-88-934-4033-2.